# Paul Halmos
Paul Richard Halmos (Budapeste, 3 de março de 1916 — Los Gatos, 2 de outubro de 2006) foi um matemático estadunidense nascido na Hungria.
Pesquisou os campos de teoria de logaritmos, teoria das probabilidades, estatística, Teoria dos operadores e análise funcional (em particular espaços de Hilbert), entre outros.
Sua autobiografia, publicada em 1987, intitula-se I Want to Be a Mathematician.
Em um artigo na revista American Scientist (56(4), 375-389), Halmos defende a matemática como sendo uma arte criativa, e os matemáticos como artistas, não devoradores de números.

## Obras
- Finite-Dimensional Vector Spaces, Springer 1942
- Measure Theory, Van Nostrand, 1950
- Introduction to Hilbert Space and the Theory of Spectral Multiplicity, Chelsea 1951
- Lectures on Ergodic Theory, Chelsea 1956
- Naive Set Theory (deutsch: Naive Mengenlehre, ISBN 3-525-40527-8)
- Lectures on Boolean Algebras, Van Nostrand, 1963
- (com V.S. Sunder): Bounded Integral Operators on L2 Spaces, Springer, 1978
- Autobiografia: I Want to Be a Mathematician (1987)
- I have a photographic memory, ISBN 0-8218-0115-5 (1988)